# Bondhyttsjön
Bondhyttsjön är en sjö i Säters kommun i Dalarna och ingår i Norrströms huvudavrinningsområde. Sjön har en area på 0,102 kvadratkilometer och ligger 205,2 meter över havet. Sjön avvattnas av vattendraget Stimmerboån.

## Delavrinningsområde
Bondhyttsjön ingår i det delavrinningsområde (668778-148504) som SMHI kallar för Inloppet i Gläcken. Medelhöjden är 231 meter över havet och ytan är 5,58 kvadratkilometer. Det finns inga avrinningsområden uppströms utan avrinningsområdet är högsta punkten. Stimmerboån som avvattnar avrinningsområdet har biflödesordning 4, vilket innebär att vattnet flödar genom totalt 4 vattendrag innan det når havet efter 258 kilometer. Avrinningsområdet består mestadels av skog (86 procent). Avrinningsområdet har 0,15 kvadratkilometer vattenytor vilket ger det en sjöprocent på 2,7 procent.